# Mistrovství světa v cyklokrosu 2007

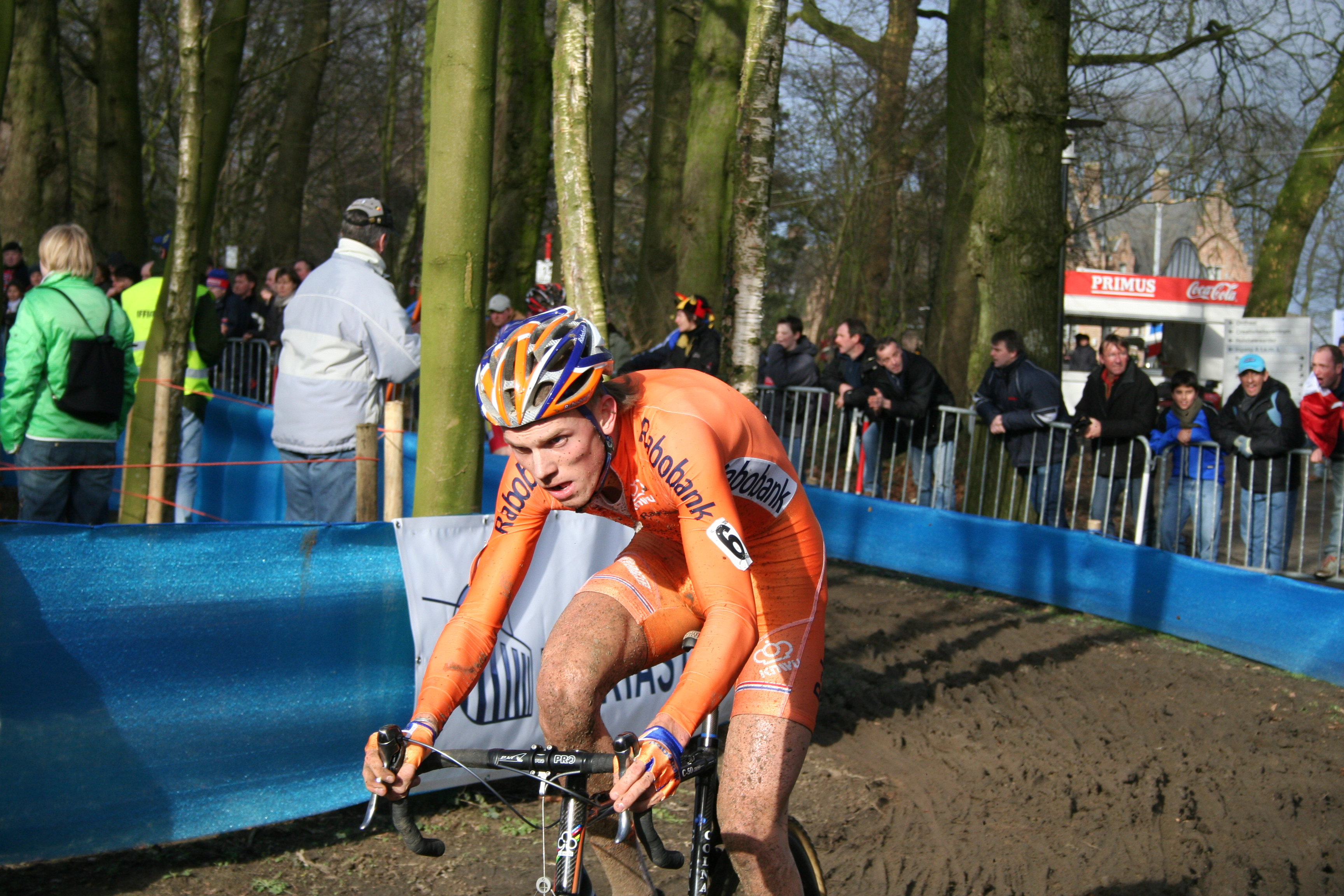
Lars Boom vítěz do 23 let

Mistrovství světa v cyklokrosu 2007 proběhlo v dnech od 27. ledna do 28. ledna 2007 v Domenico Savio Park ve městě Hooglede-Gits/ Belgie.

## Elita muži
| Pos.             | Cyklista              | Čas     |
| ---------------- | --------------------- | ------- |
| Zlatá medaile    | Erwin Vervecken       | 1:05.35 |
| Stříbrná medaile | Jonathan Page         | + 0.03  |
| Bronzová medaile | Enrico Franzoi        | + 0.16  |
| 4.               | Bart Wellens          | + 0.25  |
| 5.               | Kevin Pauwels         | + 0.32  |
| 6.               | Richard Groenendaal   | + 0.35  |
| 7.               | Gerben de Knegt       | + 1.12  |
| 8.               | John Gadret           | + 1.26  |
| 9.               | Christian Heule       | + 1.35  |
| 10.              | Thijs Al              | + 1.40  |
| 11.              | Sven Nys              | + 2.04  |
| 12.              | Sven Vanthourenhout   | + 2.22  |
| 13.              | Marco Aurelio Fontana | + 2.46  |
| 14.              | Maarten Nijland       | + 2.57  |
| 15.              | Klaas Vantornout      | + 2.57  |
| 16.              | David Derepas         | + 3.02  |
| 17.              | José Antonio Hermida  | + 3.04  |
| 18.              | Lukas Flückiger       | + 3.25  |
| 19.              | Arnaud Labbe          | + 3.27  |
| 20.              | Marek Cichosz         | + 3.31  |

## Muži do 23 let

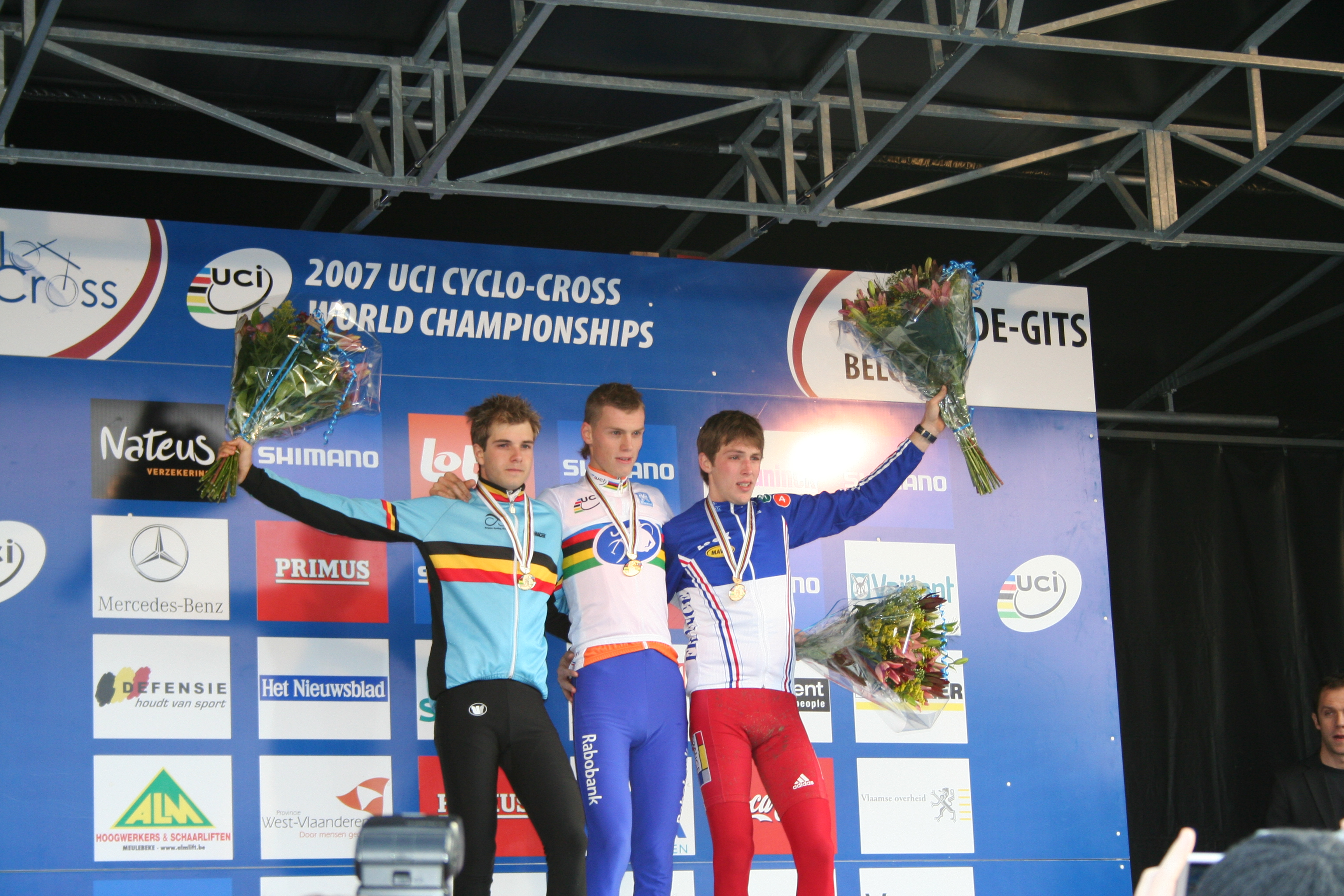
Stupně vítězů závodu do 23 let

| Pos.             | Cyklista              | Čas    |
| ---------------- | --------------------- | ------ |
| Zlatá medaile    | Lars Boom             | 53.53  |
| Stříbrná medaile | Niels Albert          | + 1.22 |
| Bronzová medaile | Romain Villa          | + 1.44 |
| 4.               | Zdeněk Štybar         | + 2.29 |
| 5.               | Philipp Walsleben     | + 2.49 |
| 6.               | Lukáš Klouček         | + 2.56 |
| 7.               | Jonathan Lopez        | + 3.04 |
| 8.               | Rob Peeters           | + 3.10 |
| 9.               | Rafael Visinelli      | + 3.22 |
| 10.              | Ricardo van der Velde | + 3.25 |
| 11.              | Finn Heitmann         | + 3.37 |
| 12.              | Aurelien Duval        | + 3.39 |
| 13.              | Robert Gavenda        | + 4.23 |
| 14.              | Eddy van Yzendoorn    | + 4.45 |
| 15.              | Tom van den Bosch     | + 4.55 |
| 16.              | Ian Field             | + 5.02 |
| 17.              | Quentin Bertholet     | + 5.07 |
| 18.              | František Klouček     | + 5.11 |
| 19.              | Davide Malacarne      | + 5.19 |
| 20.              | Thijs van Amerongen   | + 5.25 |

## Junioři
| Pos.             | Cyklista             | Čas    |
| ---------------- | -------------------- | ------ |
| Zlatá medaile    | Joeri Adams          | 41.18  |
| Stříbrná medaile | Danny Summerhill     | + 0.00 |
| Bronzová medaile | Jiří Polnický        | + 0.01 |
| 4.               | Ramon Sinkeldam      | + 0.02 |
| 5.               | Ole Quast            | + 0.11 |
| 6.               | Arnaud Jouffroy      | + 0.32 |
| 7.               | Allessandro Calderan | + 0.44 |
| 8.               | Rob van der Velde    | + 0.58 |
| 9.               | Marek Konwa          | + 1.06 |
| 10.              | Peter Sagan          | + 1.10 |
| 11.              | Elia Silvestri       | + 1.11 |
| 12.              | Kevin Eeckhout       | + 1.16 |
| 13.              | Jonathan McEvoy      | + 1.28 |
| 14.              | Marcel Meisen        | + 1.35 |
| 15.              | Mathieu Boulo        | + 1.42 |
| 16.              | Filip Adel           | + 1.45 |
| 17.              | Vincent Baestaens    | + 1.56 |
| 18.              | Stef Boden           | + 2.04 |
| 19.              | Lubomír Petrus       | + 2.19 |
| 20.              | Thomas Girard        | + 2.27 |

## Elita ženy
| Pos.             | Cyklisti                 | Čas    |
| ---------------- | ------------------------ | ------ |
| Zlatá medaile    | Maryline Salvetat        | 42.57  |
| Stříbrná medaile | Katie Compton            | + 0.01 |
| Bronzová medaile | Laurence Leboucher       | + 0.09 |
| 4.               | Daphny van den Brand     | + 0.31 |
| 5.               | Hanka Kupfernagel        | + 0.41 |
| 6.               | Christel Ferrier-Bruneau | + 0.43 |
| 7.               | Marianne Vosová          | + 1.12 |
| 8.               | Birgit Hollmann          | + 1.33 |
| 9.               | Helen Wyman              | + 2.26 |
| 10.              | Linda van Rijen          | + 2.42 |
| 11.              | Rhonda Mazza             | + 2.49 |
| 12.              | Loes Sels                | + 3.01 |
| 13.              | Susanne Juranek          | + 3.17 |
| 14.              | Reza Hormes-Ravenstijn   | + 3.27 |
| 15.              | Kerry Barnholt           | + 3.36 |
| 16.              | Nadia Triquet            | + 3.46 |
| 17.              | Stephanie Pohl           | + 3.56 |
| 18.              | Sanne Cant               | + 4.11 |
| 19.              | Vania Rossi              | + 4.14 |
| 20.              | Loes Gunnewijk           | + 4.14 |

## Přehled medailí
|     |            |               |                  |                  |        |
| Pos | Národ      | Zlatá medaile | Stříbrná medaile | Bronzová medaile | Celkem |
| 1   | Belgie     | 2             | 1                | 0                | 3      |
| 2   | Francie    | 1             | 0                | 2                | 3      |
| 3   | Nizozemsko | 1             | 0                | 0                | 1      |
| 4   | USA        | 0             | 3                | 0                | 3      |
| =5  | Česko      | 0             | 0                | 1                | 1      |
| =5  | Itálie     | 0             | 0                | 1                | 1      |